# Kirche zu Sudwalde

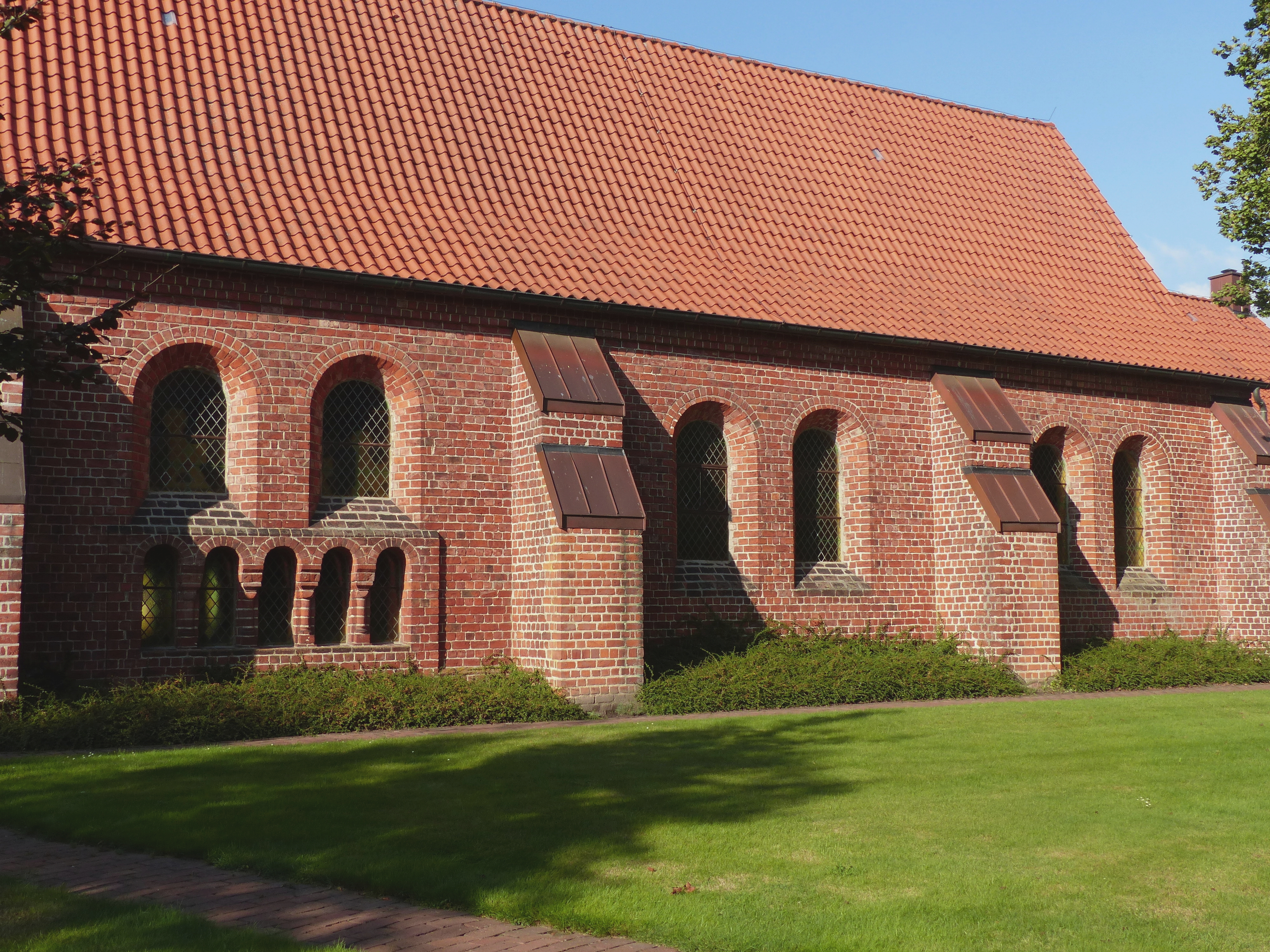
Kirchenschiff von Süden: westliches Joch völlig neu, übrige Joche mit neuem Außenmauerwerk

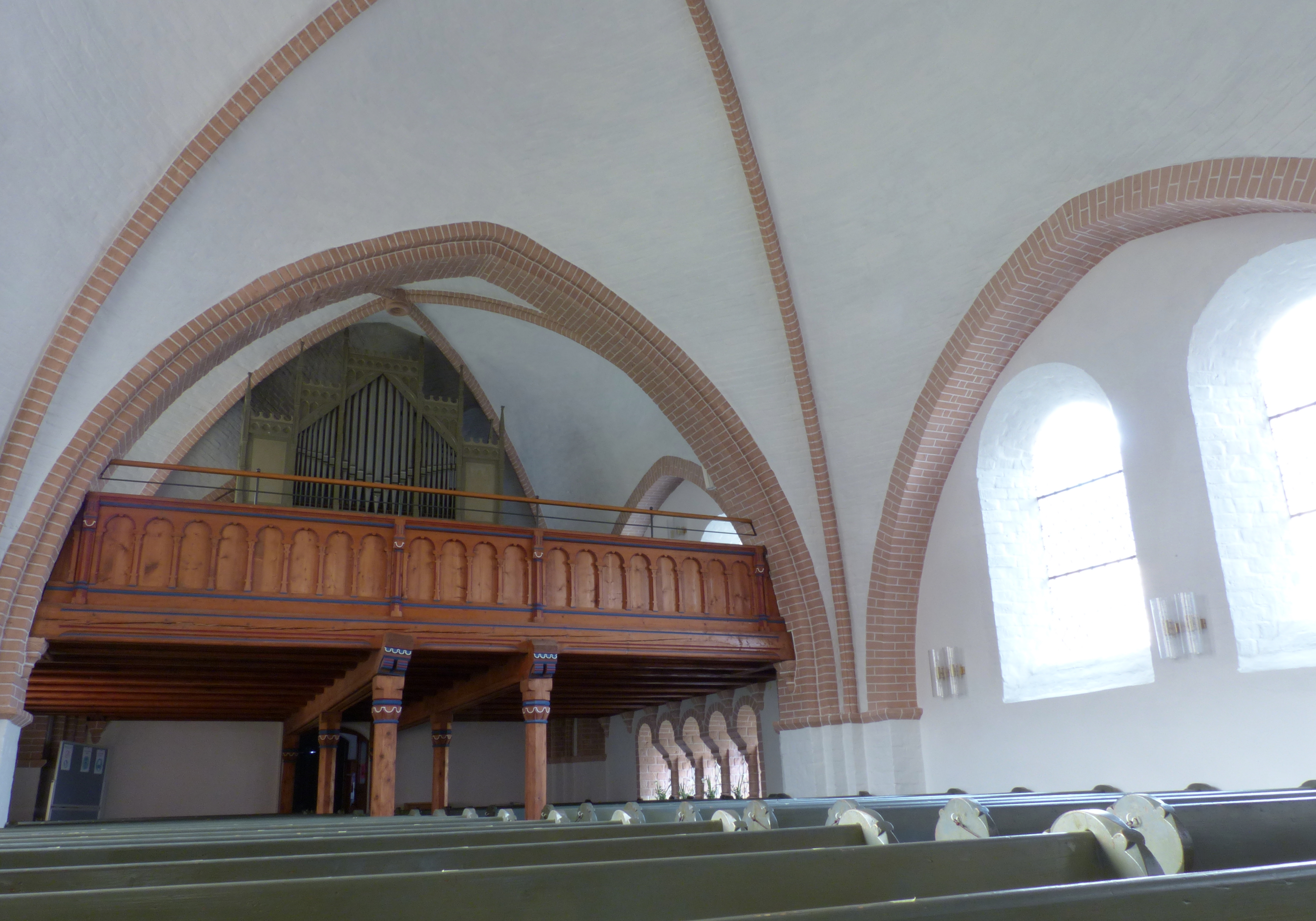
Westerweiterung mit Orgelempore

Die Kirche zu Sudwalde ist eine evangelische Kirche in der niedersächsischen Gemeinde Sudwalde (Samtgemeinde Schwaförden).

## Beschreibung
Die im Kern laut Dehio-Handbuch frühgotische Saalkirche aus dem 13. Jahrhundert hat einen gerade geschlossenen Chor. Die mittelalterlichen Teile stehen auf Findlingsfundamenten und haben leicht unterschiedliche Fensterhöhen.
Sie wurde 1880 nach Plänen von C. W. Hase um ein Joch nach Westen und um den Turm erweitert. Seitdem ist das dreijochige Schiff mit einem Kreuzrippengewölbe versehen und zwischen Chor und Schiff befindet sich ein niedriger Rundbogen. Im Chorjoch wurden Gewölbemalereien („Christus als Weltenrichter“, „Sündenfall“), die auf das Jahr 1501 datiert sind, freigelegt. Damals wurden auch die Fassade aus Backstein und die Fenster erneuert. Nach dieser historistischen Überarbeitung zeigt das Äußere der Kirche allein romanische Formen.
Altar, Empore und Orgel stammen aus der Zeit um 1880. Bei dem kelchförmigen Taufstein, der aus der Zeit um 1500 stammt, wurde der Fuß ergänzt. Der Kanzelkorb, der auf das Jahr 1577 datiert ist und eine niederdeutsche Inschrift trägt, befand sich ursprünglich in Berne.

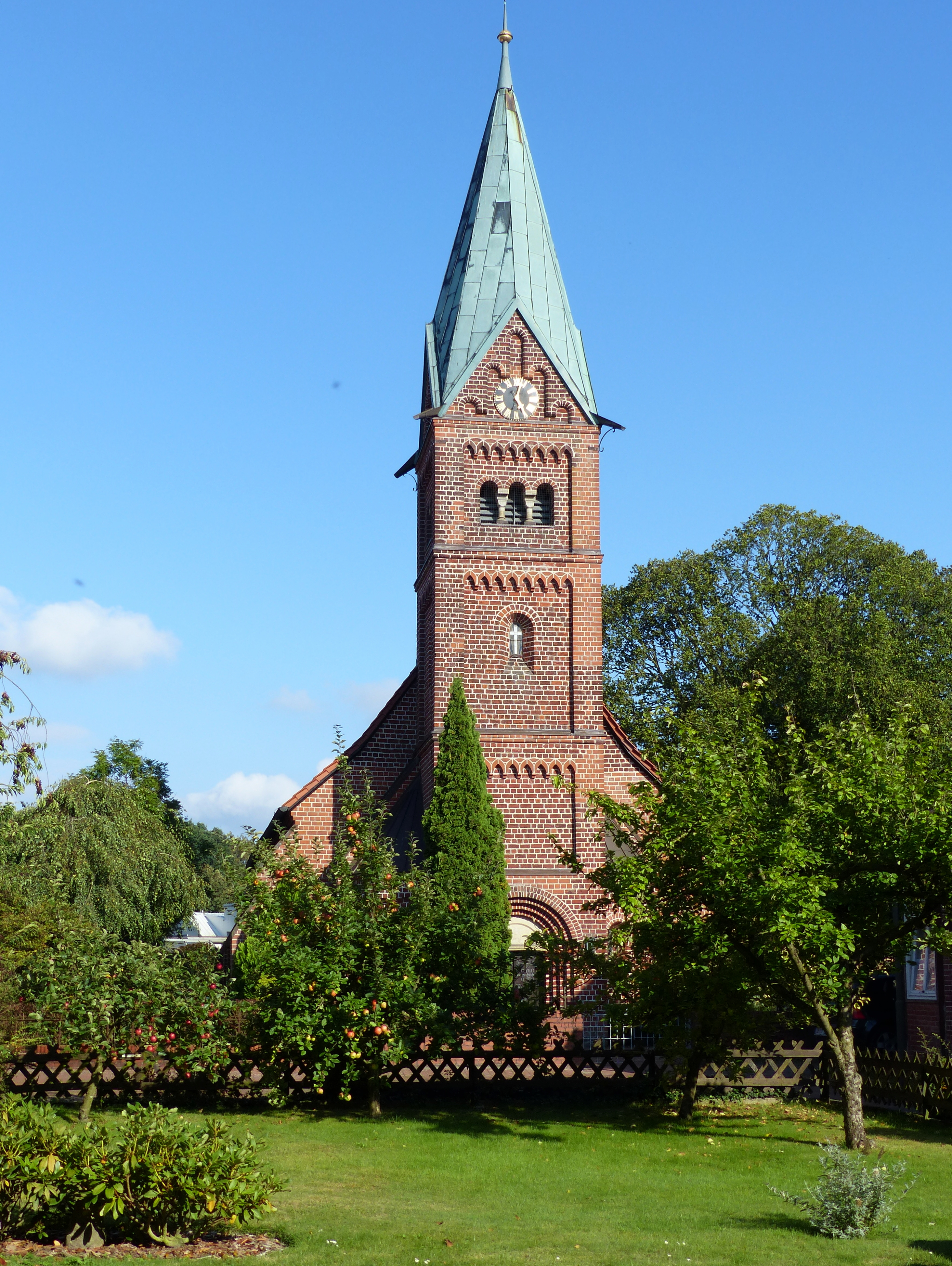
Westfassade, völlig neoromanisch
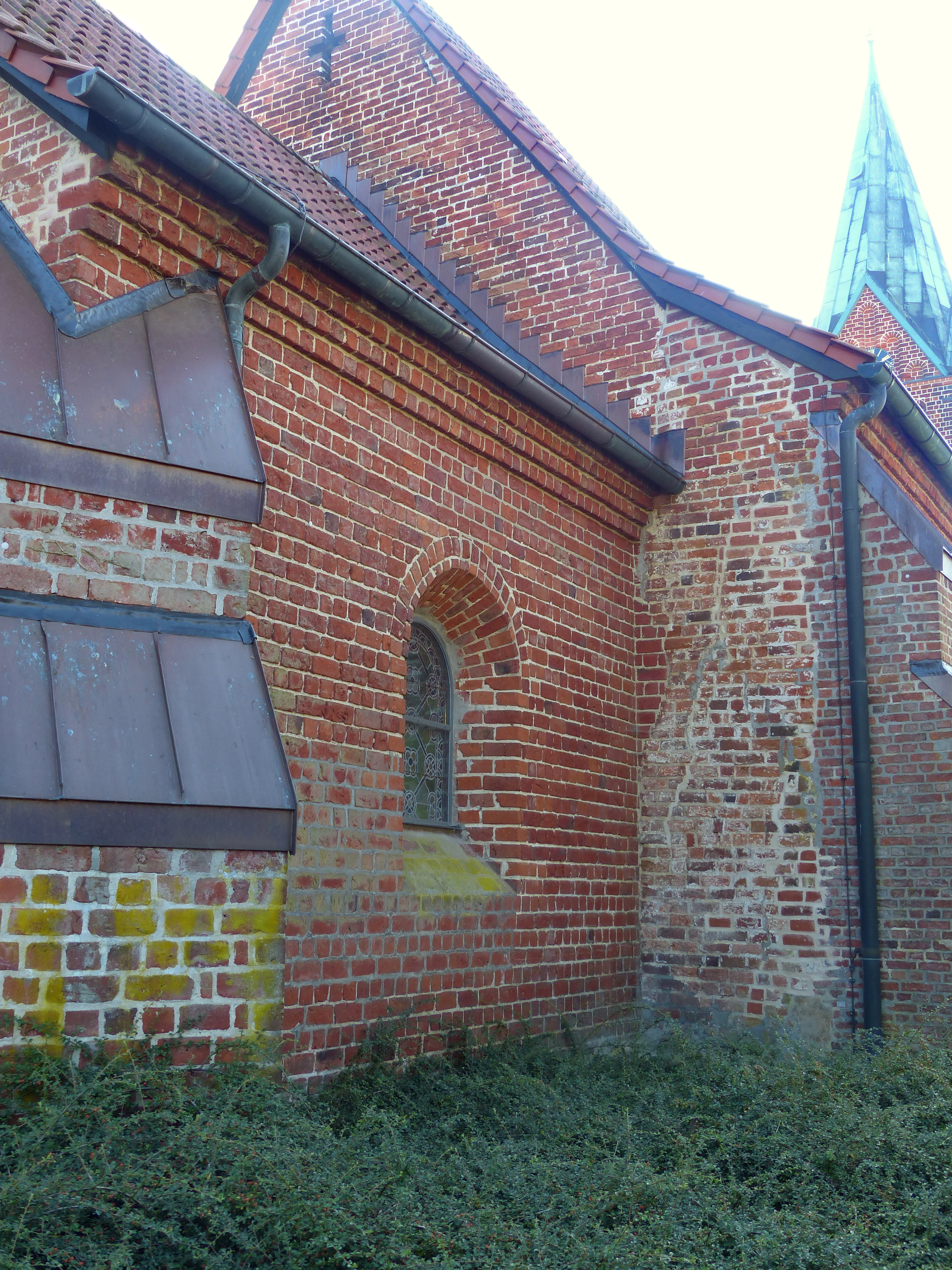
Altes Gemäuer neben dem Choranbau
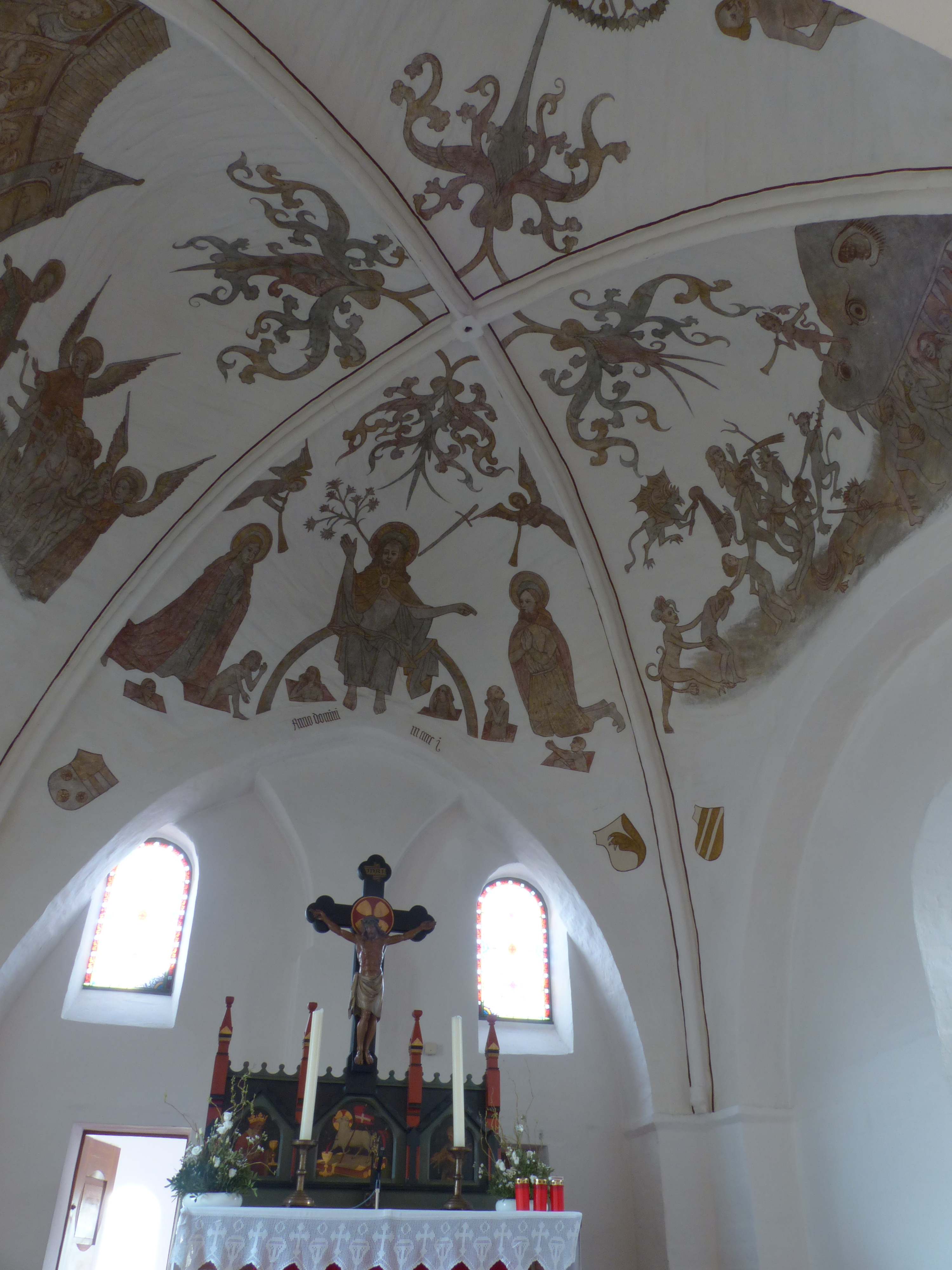
Romanischer Chor mit spätgotischen Deckengemälden
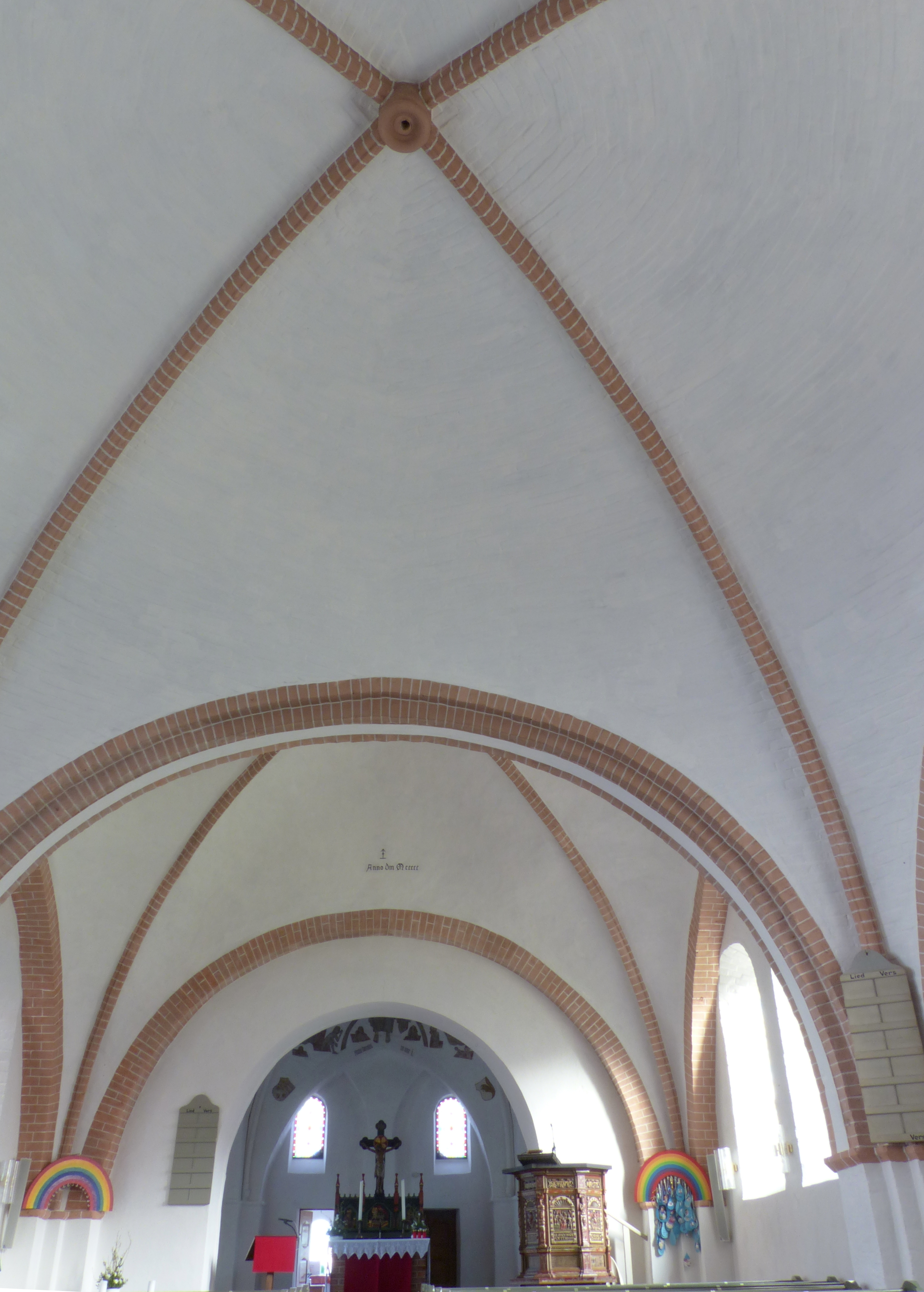
Sicht nach Osten, Gewölbe des Schiffs erneuert